# Johnathan Edwards
Johnathan Blake Edwards (* 16. August 1967 in New Orleans) ist ein ehemaliger US-amerikanisch-schweizerischer Basketballspieler.

## Laufbahn
Edwards spielte von 1985 bis 1989 an der Georgetown University und kam für die Mannschaft in insgesamt 106 Begegnungen zum Einsatz. Der 2,08 Meter große Brettspieler erzielte dabei im Durchschnitt 2,6 Punkte sowie 2,4 Rebounds.
Nach dem Ende seiner Universitätszeit wurde Edwards Berufsbasketballspieler und stand im Spieljahr 1989/90 bei den Pensacola Tornados in der US-Liga CBA unter Vertrag. Es folgten in den nächsten Jahren Stationen in Argentinien (1990/91: Olimpia Bahia Blanca) und Belgien (1991/92: Brüssel), ehe er in der Saison 1992/93 erstmals in der Schweizer Nationalliga A unter Vertrag stand. Dort verstärkte er bis 1994 Fribourg Olympic. 1994/95 spielte Edwards für Laik Riga in Lettland, später spielte er für weitere Vereine in der Schweiz, nämlich Vevey (1995/96), Pully (1996 bis 1998), Carouge BC (1998/99), Villars Basket (1999/2000), die Lugano Snakes (2000 bis 2002) sowie SAM Massagno (2004/05). Zwischenzeitlich stand er im Spieljahr 2003/04 bei Asteras Limassol auf Zypern unter Vertrag.
2001 und 2002 wurde Edwards mit Lugano Schweizer Meister. Im Laufe seiner Karriere nahm er die Schweizer Staatsbürgerschaft an und wurde in die Nationalmannschaft berufen.